# Chinleïta-(Y)
La chinleïta-(Y) és un mineral de la classe dels sulfats.

## Característiques

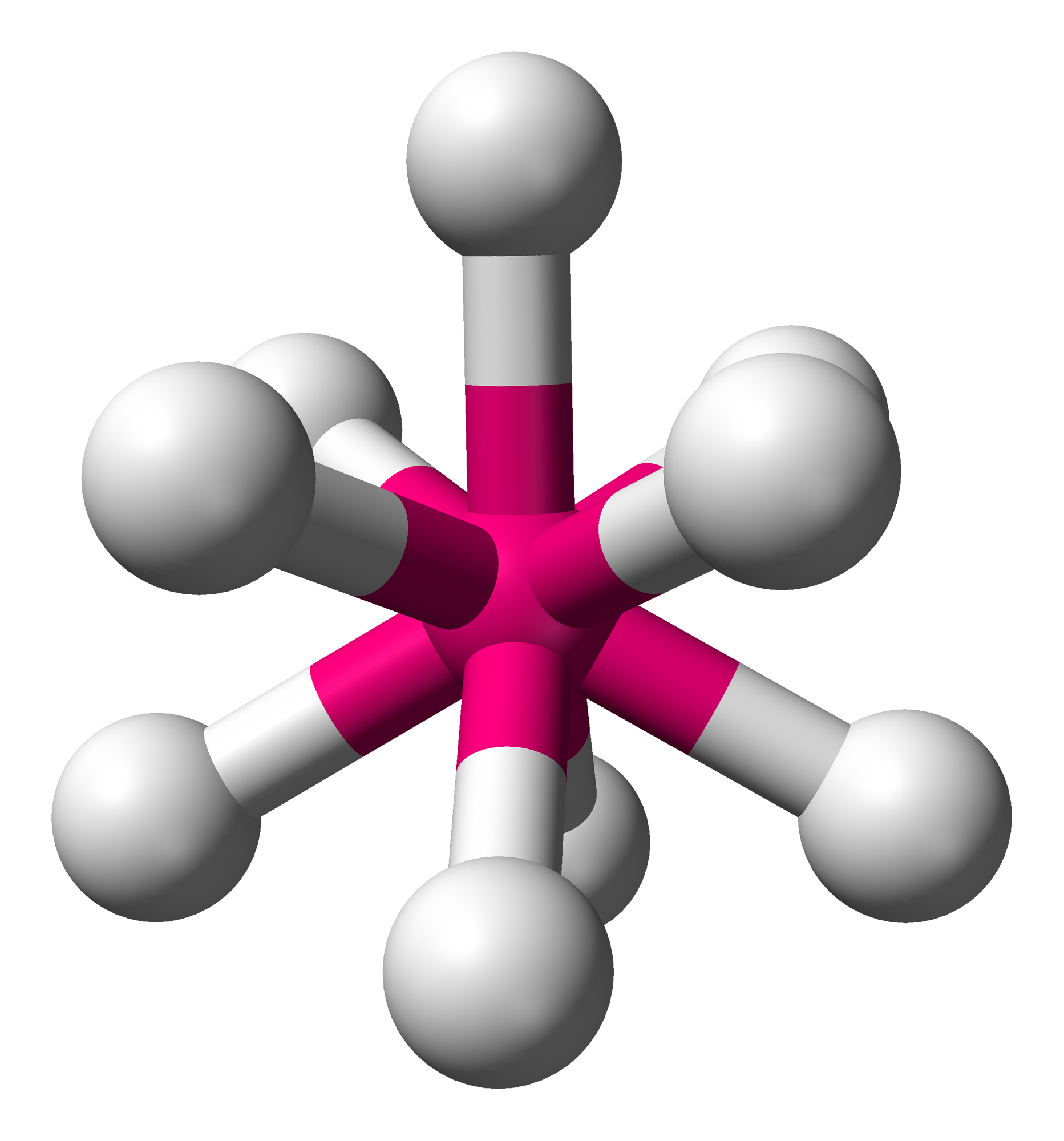
Estructura dels grups [YO_{9}] en la chinleïta-(Y).

La chinleïta-(Y) és un sulfat de d'itri i sodi de fórmula química NaY(SO₄)₂·H₂O. Cristal·litza en el sistema trigonal. Químicament, es tracta del sulfat d'itri més simple que es coneix (vegeu levinsonita-(Y), chukhrovita-(Y), sejkoraïta-(Y)). És incolora i la seva duresa a l'escala de Mohs és 2,5 a 3. Va ser aprovada com a espècie vàlida per l'Associació Mineralògica Internacional l'any 2016.
Està relacionada estructuralment amb la bassanita i conté poliedres [NaO₈] irregulars i grups [YO9] en forma de prismes triangulars amb oxigens addicionals a les cares rectangulars.

## Formació i jaciments
Va ser descoberta a la mina Blue Lizard, al Comtat de San Juan (Utah, Estats Units). Es tracta de l'únic indret on ha estat trobada aquesta espècie mineral.